# Alexa Lemitre
Alexa Lemitre, née le 10 avril 1998 à Albi, est une athlète française, spécialiste des épreuves de demi-fond et de cross-country. 

## Biographie
En novembre 2021, elle remporte le cross court des championnats de France de cross-country se déroulant à Montauban. Elle est médaillée d'argent du relais mixte aux Championnats d'Europe de cross-country 2021 à Dublin.
En parallèle de sa carrière d'athlète de haut-niveau, elle suit un cursus d'ingénieur à Toulouse.
En août 2024, Alexa Lemitre dénonce les agressions sexuelles qu’elle aurait subies de la part d’un entraîneur mais sans le désigner nommément.

## Palmarès
| Date | Compétition                                    | Lieu      | Résultat    | Épreuve                | Marque         |
| ---- | ---------------------------------------------- | --------- | ----------- | ---------------------- | -------------- |
| 2015 | Championnats d'Europe de cross-country         | Hyères    | 23e         | Course juniors femmes  | 14 min 0 s     |
| 2016 | Championnats du monde juniors                  | Bydgoszcz | 8e (séries) | 3 000 m steeple        | 10 min 27 s 40 |
| 2017 | Championnats d'Europe juniors                  | Grosseto  | 6e          | 3 000 m steeple        | 10 min 25 s 76 |
| 2017 | Championnats d'Europe de cross-country         | Šamorín   | 23e         | Course juniors femmes  | 14 min 31 s    |
| 2018 | Championnats méditerranéens U23                | Jesolo    | 8e          | 3 000 m steeple        | 10 min 33 s 73 |
| 2019 | Championnats méditerranéens U23 en salle       | Miramas   | 2e          | 1 500 m                | 4 min 23 s 23  |
| 2019 | Championnats d'Europe espoirs                  | Gävle     | 9e          | 3 000 m steeple        | 10 min 12 s 40 |
| 2021 | Championnats d'Europe de cross en relais mixte | Dublin    | 2e          | cross par équipe mixte |                |

| Date | Compétition                             | Lieu      | Résultat | Épreuve         | Marque        |
| ---- | --------------------------------------- | --------- | -------- | --------------- | ------------- |
| 2021 | Championnats de France en salle         | Miramas   | 3e       | 1 500 m         | 4 min 13 s 94 |
| 2021 | Championnats de France                  | Angers    | 2e       | 3 000 m steeple | 9 min 49 s 18 |
| 2021 | Championnats de France de cross-country | Montauban | 1re      | Cross court     | 16 min 57 s   |

## Records
| Épreuve         | Épreuve   | Marque        | Lieu      | Date            |
| --------------- | --------- | ------------- | --------- | --------------- |
| 1 500 m         | Plein air | 4 min 15 s 72 | Marseille | 9 juin 2021     |
| 1 500 m         | Salle     | 4 min 13 s 94 | Miramas   | 21 février 2021 |
| 3 000 m steeple | Plein air | 9 min 49 s 18 | Angers    | 26 juin 2021    |